# Họ Bọ vẽ nước
Gyrinidae là một họ bọ cánh cứng trong nhóm bọ nước. Họ này được Latreille miêu tả năm 1810. Có hơn 1000 loài trong họ này.

## Phân loại học
Họ này gồm các phân họ:
- Phân họ Spanglerogyrinae Folkerts, 1979
  - Chi Spanglerogyrus Folkerts, 1979
- Phân họ Gyrininae Latreille, 1810
  - Tông Enhydrini Régimbart, 1882
    - Phân tông Dineutina Desmarest, 1851
      - Chi Dineutus MacLeay, 1828

    - Phân tông Enhydrina Régimbart, 1882
      - Chi Andogyrus Ochs, 1924
      - Chi Enhydrus Laporte de Castelnau, 1834
      - Chi Macrogyrus Régimbart, 1883

  - Tông Gyrinini Latreille, 1810
    - Phân tông Gyrinina Latreille, 1810
      - Chi Anagyrinus Handlirsch, 1906
      - Chi Aulonogyrus Motschulsky, 1853
      - Chi Gyrinoides Motschulsky, 1856
      - Chi Gyrinopsis Handlirsch, 1906
      - Chi Gyrinulopsis Handlirsch, 1906
      - Chi Gyrinus Müller, 1764
      - Chi Metagyrinus Brinck, 1955

    - Phân tông Heterogyrina Brinck, 1956
      - Chi Heterogyrus Legros, 1953

  - Tông Orectochilini Régimbart, 1882
    - Chi Gyretes Brullé, 1835
    - Chi Orectochilus Dejean, 1833
    - Chi Orectogyrus Régimbart, 1884
- Phân họ Incertae sedis
  - Chi Angarogyrus Ponomarenko, 1977
  - Chi Avitortor  Ponomarenko, 1977
  - Chi Baissogyrus  Ponomarenko, 1973
  - Chi Cretotortor  Ponomarenko, 1973
  - Chi Mesodineutes  Ponomarenko, 1977
  - Chi Mesogyrus  Ponomarenko, 1973
  - Chi Miodineutes  Hatch, 1927
  - Chi Protogyrinus Hatch, 1927